# Алехандро Восс-і-Гіль
Алехандро Восс-і-Гіль (ісп. Alejandro Woss y Gil; 5 травня 1856 — 1 січня 1932) — домініканський військовий і політичний діяч, двічі обіймав посаду президента країни наприкінці XIX й на початку XX століття.

## Життєпис
У юному віці вирушив до Сантьяго-де-лос-Трейнта-Кабальєрос, до свого дядька, генерала Евангелісти Гіля, який підготував його до вступу в армію.
Обіймав посади міністра оборони та віце-президента в кабінеті Франсіско Грегоріо Білліні, якого й замінив на посту глави держави у травні 1885. 1902 року очолив переворот з метою усунення від влади Хіменеса, після чого вдруге зайняв пост президента.